# كاريل ألبرت رودولف بوسكا
كان كاريل ألبرت رودولف بوسكا (بالألمانية: Karel Albert Rudolf Bosscha) (لاهاي، 15 مايو 1865 – مالابار، إندونيسيا، 26 نوفمبر 1928)، المعروف أحيانًا باسم كار بوسكا أو رو بوسكا، مزارعًا ومحسنًا ومدير مزرعة مالابار في باندونغ بإندونيسيا.

## مسيرته الحياتية والعملية
كان كار بوسكا نجل الفيزيائي الألماني الهولندي الشهير يوهانس بوسا وبولينا إميليا كيركهوفن. بعد حصولها على بعض التعليم النظامي في الهندسة في مدرسة الفنون التطبيقية في دلفت، في عام 1887 جاء إلى هولندا جزر الهند وبقي مع عمه بينما كان يعمل في عقار سيناغار بالقرب سيبادَك (جاوة الغربية) التي يملكها عمه. لم يمنحه العمل في شركة عمه سوى القليل من الرضا، وبالتالي بعد ستة أشهر ذهب إلى سامباس (بورنيو) للانضمام إلى أخيه الأكبر جون بوش، عالم الجيولوجيا. خلال هذا الوقت عمل في التنقيب عن الذهب والتعدين مع أخيه حتى عودته إلى سيناغار 1892، هذه المرة كمدير لها. مكث في عقار سيناغار حتى 1895 وفي عام 1896 تولى إدارة عقار ملابار بالقرب من بانغالينغان باندونغ حتى وفاته في عام 1928 بسبب السرطان. اعتبارًا من 2011 لا تزال مزرعة عقار ملابار تعمل تحت إدارة الشركة المملوكة للدولة (PT Perkebunan Nusantara).
لم يكن معروفًا سوى القليل عن حياته الشخصية. لم يتزوج قط.
تحدث كار بوسكا لغة الملايو، والسوندانية والجاوية بشكل جيد للغاية. كما ورد أنه كان يتحدث اللغة السوندانية بطلاقة.

## أعماله الخيرية
كان كار بوسكا أيضًا فاعل خير واستمر في اهتمام عائلته التقليدي بالعلوم. شارك وعلى الأخص في تطوير مرصد بوسكا (Bosscha Sterrenwacht) في يمبانغ قرب باندونغ في عام 1923. تتكون مساهمته من أرض تُستخدم الآن كموقع لها وباعتبارها المستفيد الرئيسي حتى اكتمال المشروع بعد خمس سنوات (1928). كما قام برعاية شراء التلسكوب نفسه من كارل زايس من جينا.

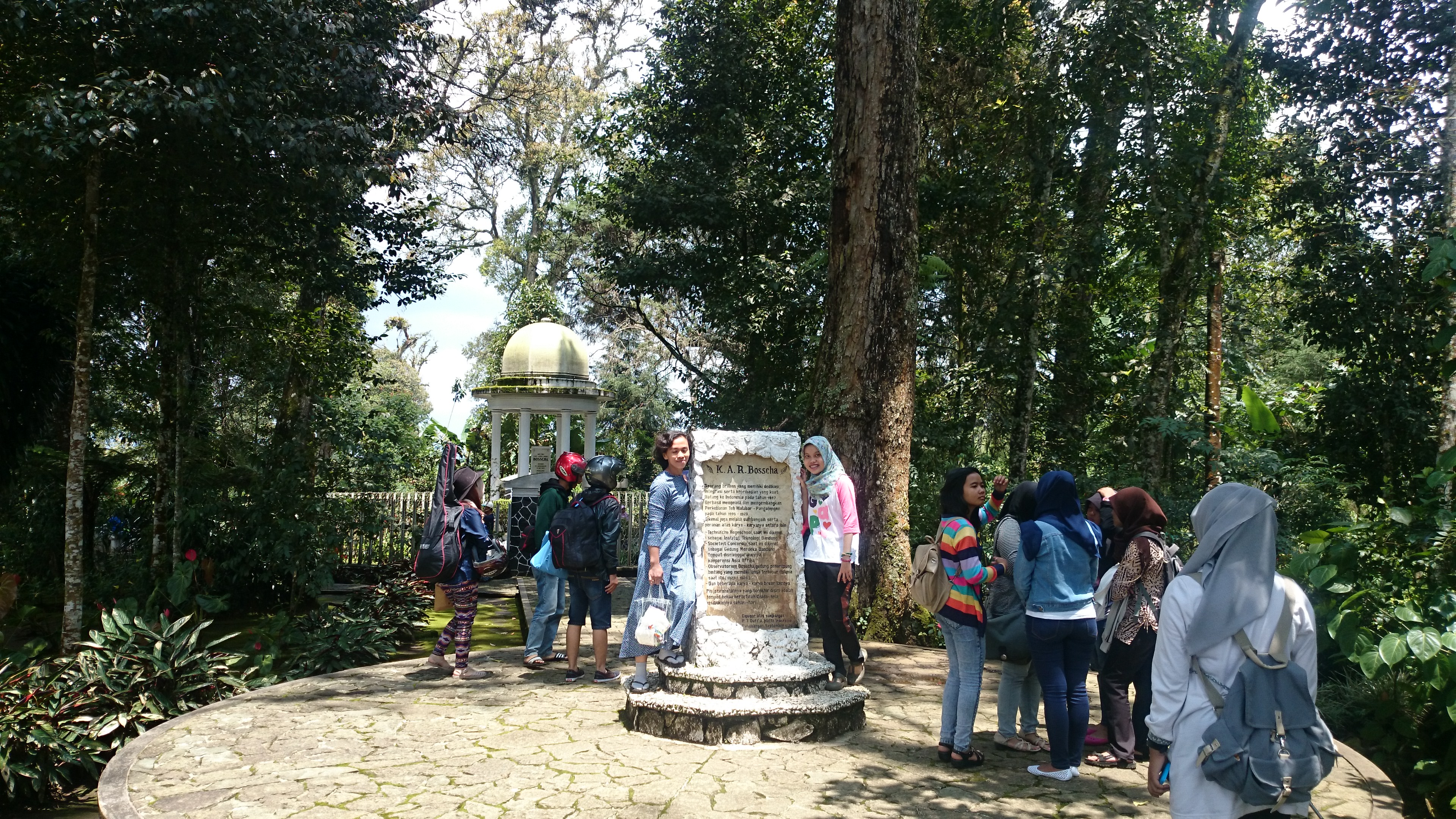
نصب تذكاري عند المدخل
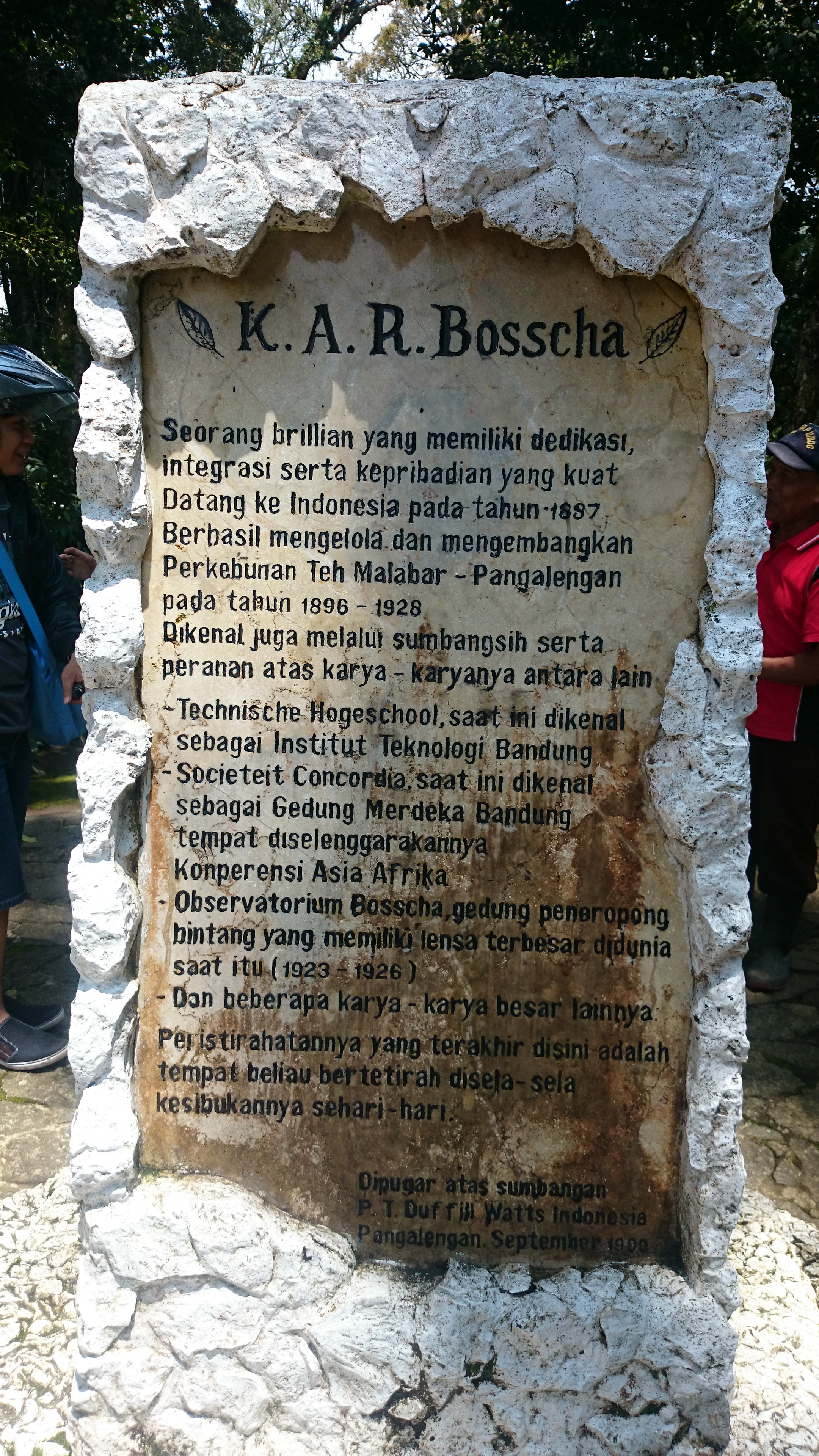
نقش على النصب
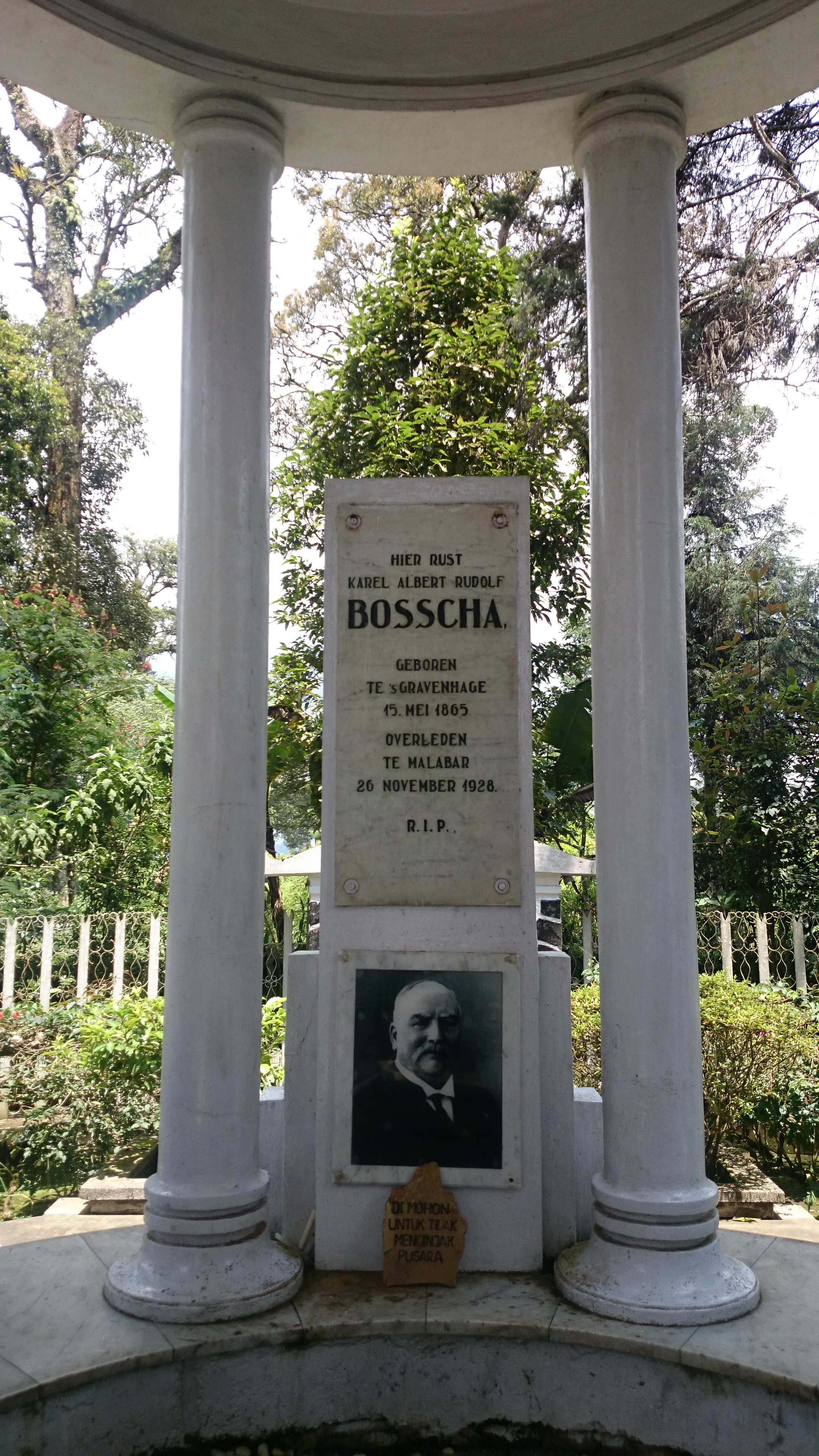
قبر كار بوسكا
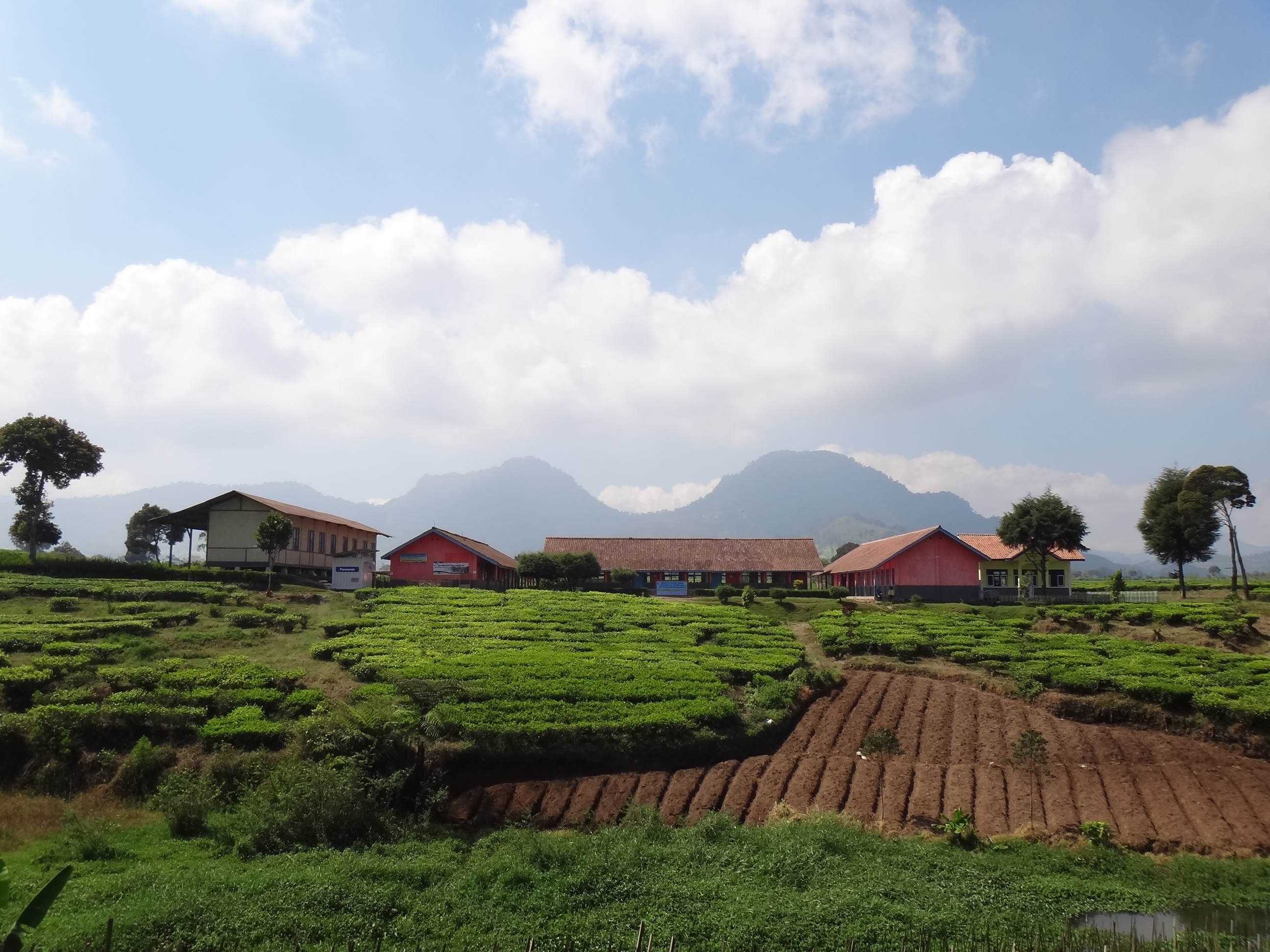
المبنى القديم (على اليسار) والمباني الجديدة (الوسط) والمكتبة (على اليمين)
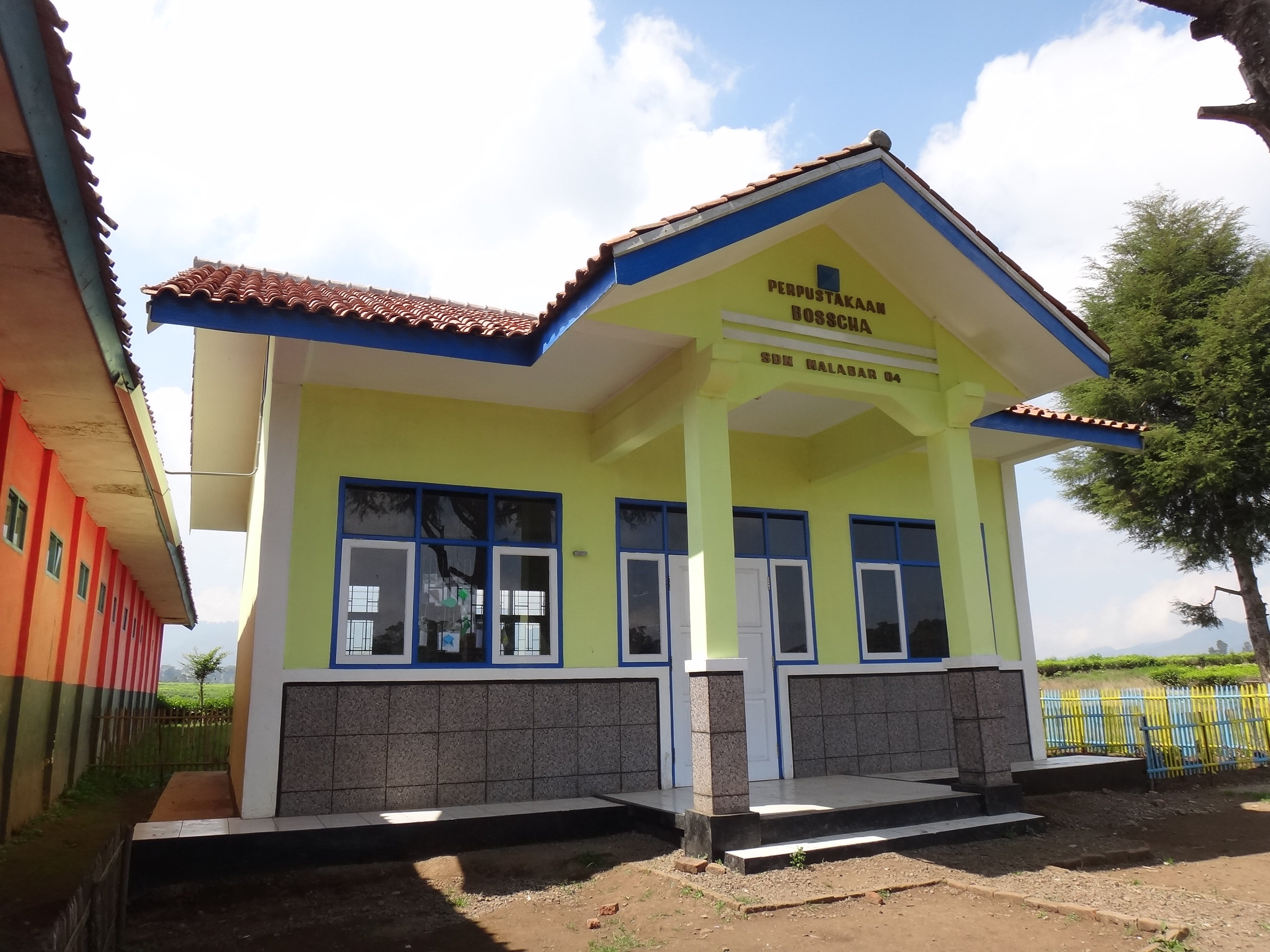
مكتبة مدرسة مالابار الابتدائية العامة
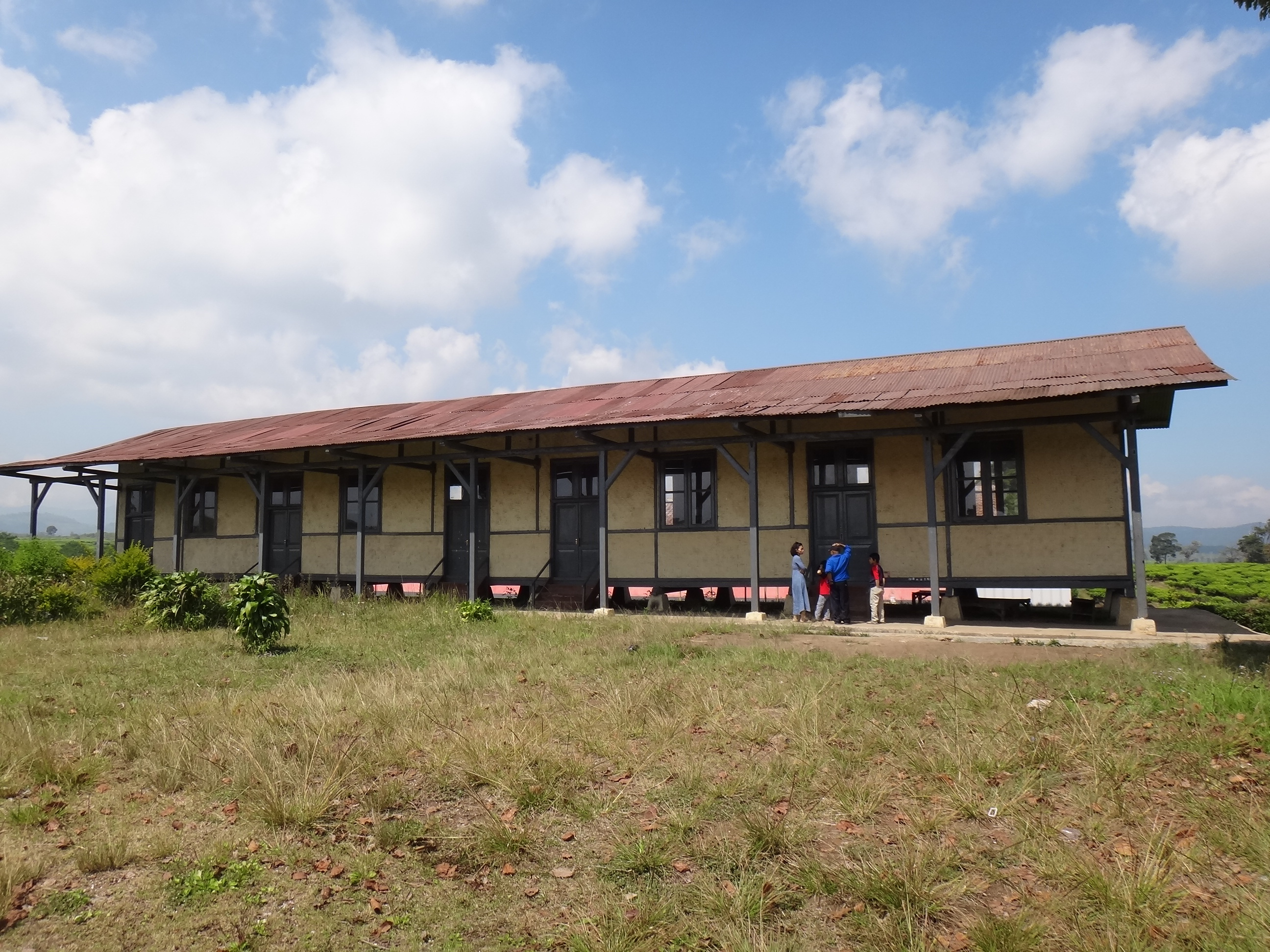
ما تبقى من المبنى القديم لمدرسة مالابار الابتدائية
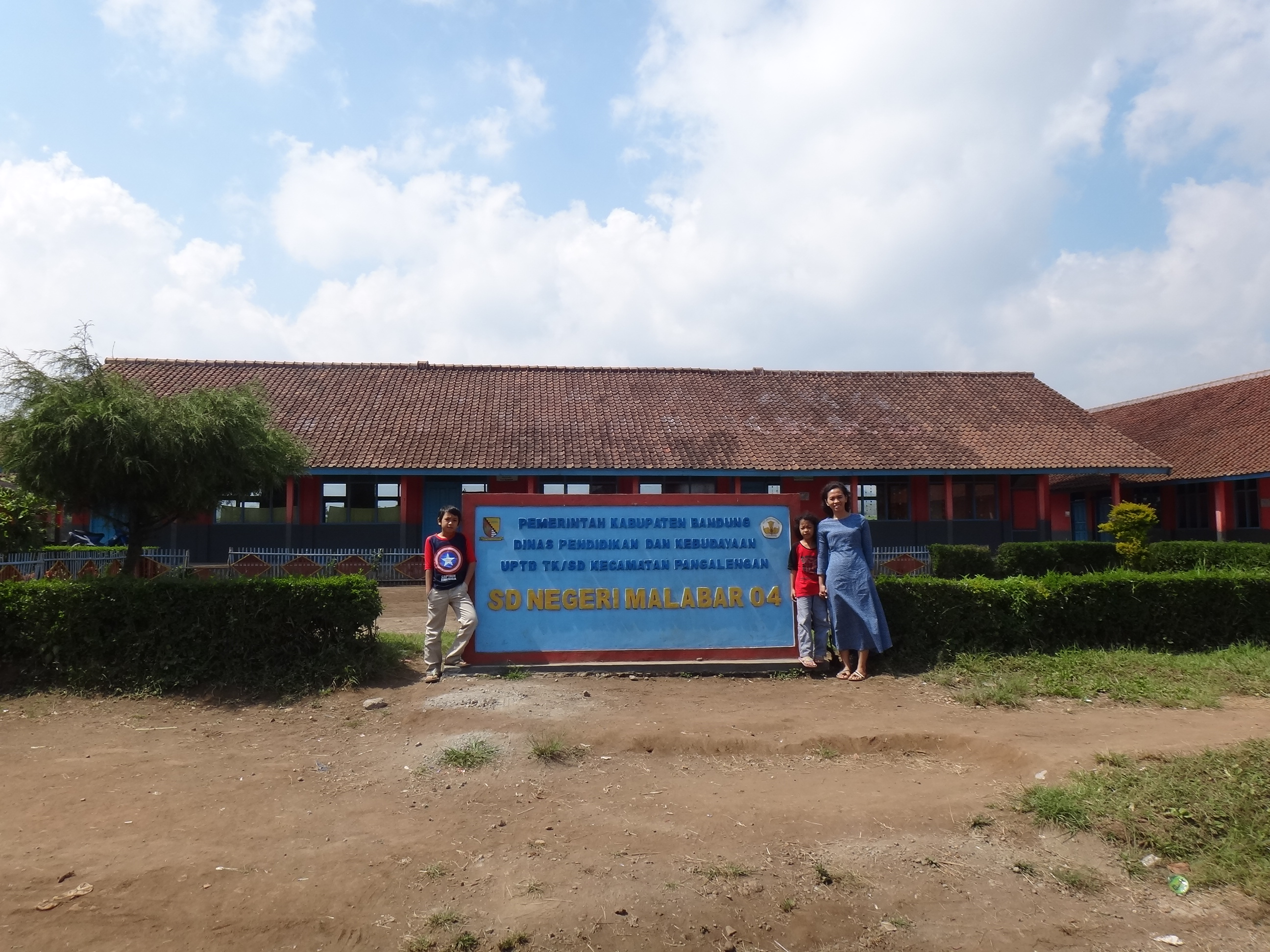
مدرسة مالابار الابتدائية
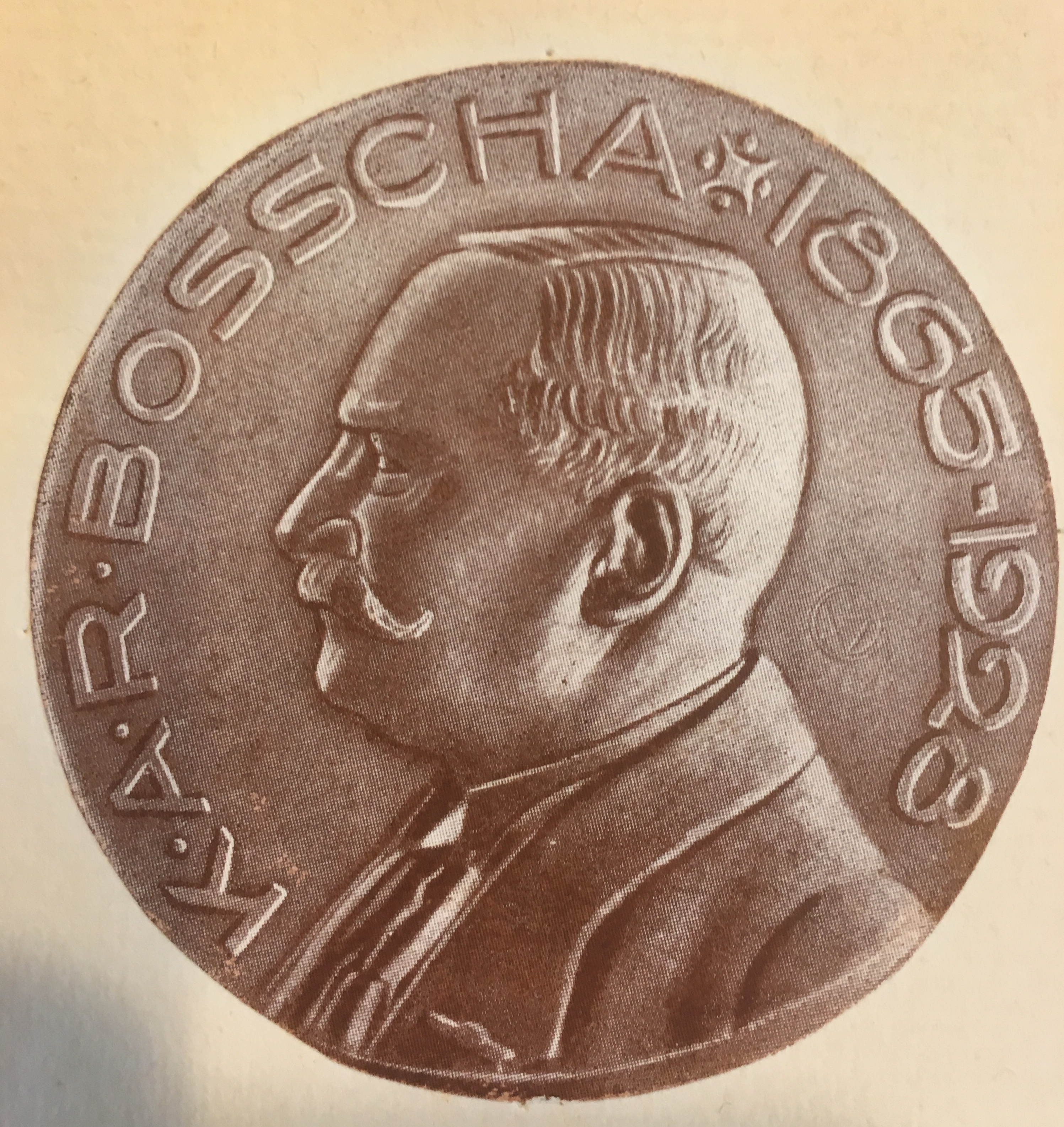
ميدالية بوسكا
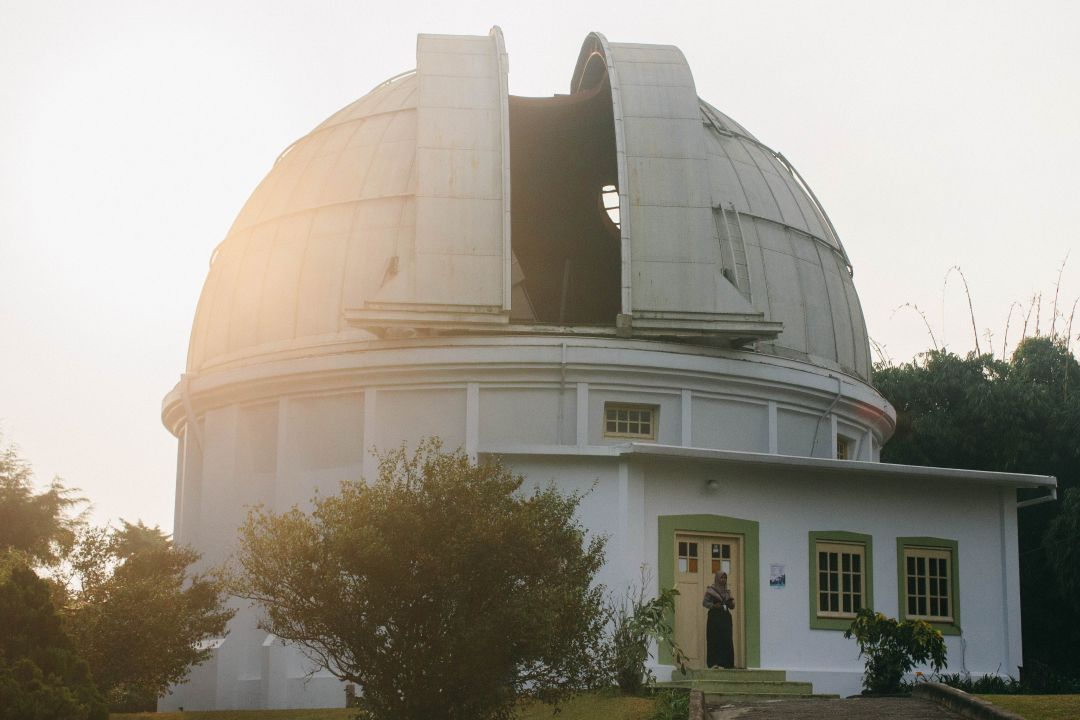
مرصد بوسكا (يمبانغ)

## روابط خارجية
- Nationaal Herbarium Nederland
- معهد تاريخ هولندا